# Gaston Pollonnais
Gaston Pollonnais, né à Paris le 31 mai 1856 et mort dans sa ville natale le 30 avril 1922, est un journaliste français.

## Biographie

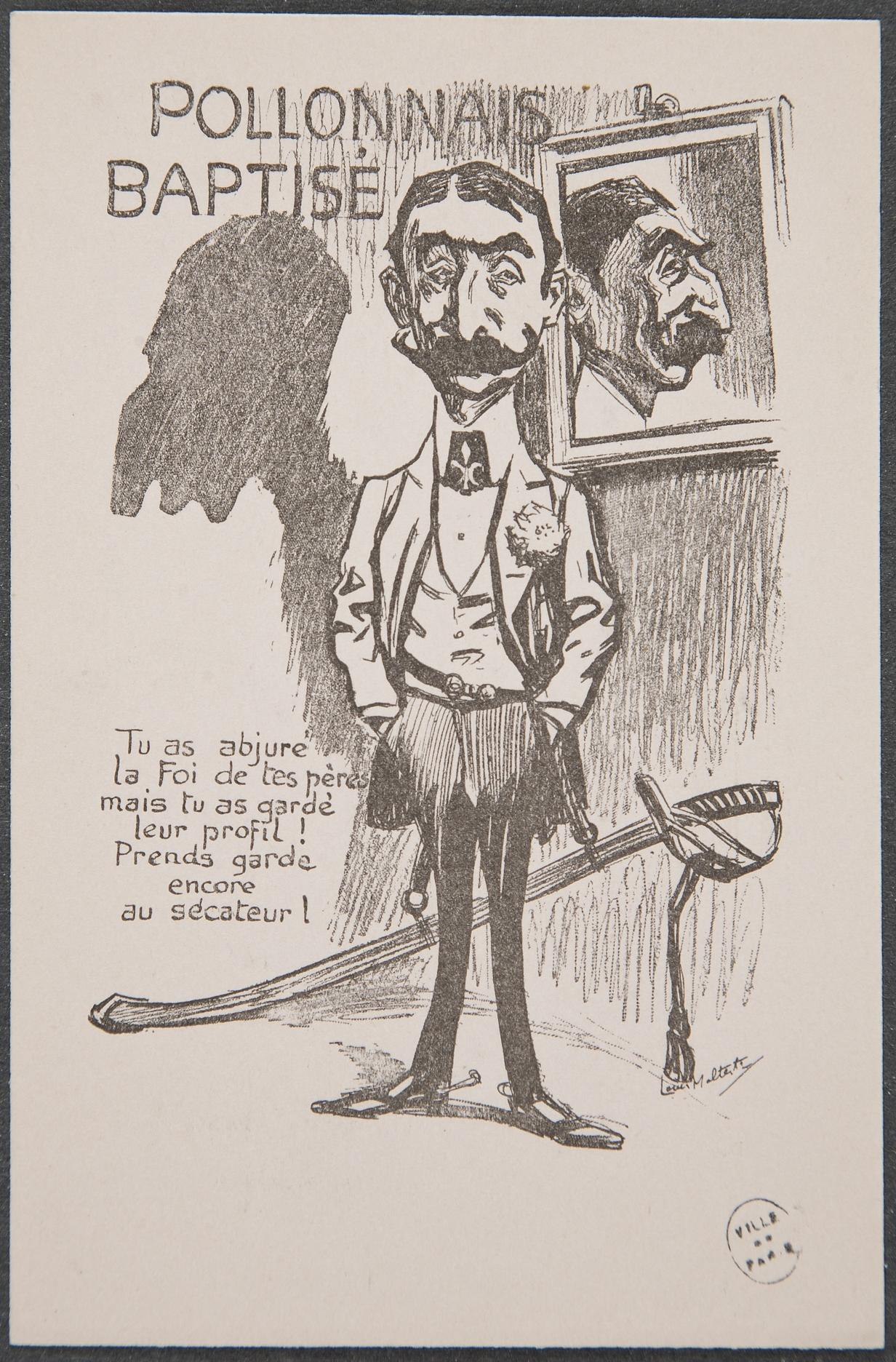
Caricature de Malteste à propos de la conversion de Pollonnais (1902).

Salomon Joseph Gaston Pollonnais est le fils de la femme de lettres Amélie Pollonnais, née Cohen (1835-1898), et du rentier David Désiré Pollonnais (1824-1902). Ce dernier deviendra conseiller général des Alpes-Maritimes après l'annexion du comté de Nice, puis maire de Villefranche-sur-Mer, et sera le premier directeur-gérant du journal La France de 1862 à 1867.
Entre 1883 et 1885, Gaston Pollonnais est le secrétaire particulier de Maurice Rouvier, alors ministre du Commerce. Il se lance ensuite dans le journalisme, en collaborant tout d'abord au Paris et au Voltaire puis au Figaro et au Gaulois. Il est également le correspondant parisien de l’Indépendance belge à partir de 1888. Pollonnais s'est aussi essayé à l'art dramatique en écrivant quelques pièces, seul ou en collaboration avec Ernest Grenet-Dancourt.
Pollonnais entre au Soir en 1895. Le 20 mars 1897, quand Fernand Xau quitte la direction du Soir pour se consacrer au Journal, Pollonnais devient rédacteur en chef. À cette époque, le directeur politique et commanditaire du Soir est le riche politicien Edmond Blanc, qui passe pour le protecteur de Pollonnais. En 1898, ce dernier succède à Blanc à la direction politique du journal. Il ne conserve pas longtemps ce poste, car le Soir change de mains et de ligne éditoriale en avril 1900 : remplacé à la direction par Alfred Edwards, Pollonnais reprend alors sa collaboration au Gaulois.
Nommé chevalier de la Légion d'honneur en 1897, il est « parrainé » dans cet ordre par Edmond Blanc.
Pendant l'affaire Dreyfus, Pollonnais est l'un des rares hommes publics juifs à s'engager dans le camp antidreyfusard et nationaliste. Il est notamment l'ami du lieutenant-colonel du Paty de Clam. Au début du mois d'octobre 1902, il blesse en duel le général Percin, qui l'a traité de « juif renégat ».
Le 29 octobre 1902, quelques mois après la mort de son père, Gaston Pollonnais abjure le judaïsme et reçoit le baptême catholique à Saint-Thomas-d'Aquin. L'officiant est le père Domenech, qui profite de cette occasion pour tenir des propos antidreyfusards. Rapportée par la plupart des journaux, cette conversion a notamment été tournée en dérision par Gérault-Richard, Henri Fursy et Raphaël Viau.
Gaston Pollonnais meurt le 30 avril 1922 en son domicile du no 110 de la rue Lepic. Il est inhumé au cimetière du Montparnasse.